# Polly Samson
Polly Samson (Londres, 29 de abril de 1962) é uma jornalista, escritora e letrista britânica. É esposa de David Gilmour, membro do Pink Floyd.

## Biografia
Começou sua carreira na área de editoração em Londres, mudando-se para Cornualha posteriormente, onde se dedicou ao jornalismo, tendo artigos publicados nos jornais The Observer, Sunday Times e Daily Mail.
Como escritora, publicou a coleção de contos Lying in Bed (1999) e a novela Out Of The Picture (2000), além de contribuições literárias para outros livros e publicações.
Em 1994, tornou-se esposa de David Gilmour, guitarrista do Pink Floyd, com quem co-escreveu várias letras do álbum The Division Bell, do mesmo ano. Em 2006, contribuiu com boa parte das letras no disco solo de Gilmour On an Island, que também contou com sua participação no piano e vocais.

## livros
- Lying in Bed (2000) ISBN 1-86049-667-9
- Out of the Picture (2001) ISBN 1-86049-864-7
- Perfect Lives (2010) ISBN 1-86049-992-9
- The Kindness (2015) ISBN 978-1632860675
- A Theatre For Dreamers (2020) ISBN 978-1526600554